# Nerazvrstana cesta
Nerazvrstana cesta je površina koja se koristi za promet po bilo kojoj osnovi i koja je dostupna većem broju raznih korisnika (seoski, poljski i šumski putovi, putovi na nasipima za obranu od poplava, pristupne cesta i prostori parkirališta, benzinskih crpki i sl.).